# Carlo Tognoli
Carlo Tognoli (Milán, 16 de junio de 1938 - 5 de marzo de 2021) fue un político italiano, alcalde de Milán y ministro de la República Italiana.

## Biografía
Tognoli nació en Milán y se unió al Partido Socialista Italiano (PSI) en 1958.
Elegido miembro de la Cámara de Diputados de Italia, también fue alcalde de Milán de 1976 a 1986. En 1984-1987 también fue elegido para el Parlamento Europeo ; en este último año fue nombrado ministro de Áreas Urbanas en los gabinetes de Giovanni Goria y Ciriaco De Mita . Posteriormente fue ministro de Turismo en los gobiernos VI y VII de Giulio Andreotti .
De 1981 a 1992 fue periodista y director de la revista mensual Critica Sociale .
En 1992 estuvo involucrado en el escándalo de Tangentopoli junto con su colega de partido Paolo Pillitteri (que había sido su sucesor como alcalde de Milán). Tognoli abandonó posteriormente la actividad política y en 1995 consiguió un puesto en Mediobanca, gracias a la intercesión de Enrico Cuccia .
Tognoli murió en Milán el 5 de marzo de 2021, a la edad de 82 años, por complicaciones de COVID-19 durante la pandemia de COVID-19 en Italia.